# ホンダ・CBX1000
CBX（シービーエックス）は、本田技研工業がかつて製造販売したオートバイである。
CBXシリーズは複数の車種が製造されたが、単なる「CBX」表記では本モデルを意味することが通例である。

## 概要
1978年12月9日に赤坂プリンスホテルで発表された排気量1,047ccの空冷4ストローク4バルブDOHC直列6気筒エンジンを搭載する北米ならびにヨーロッパの両市場向け輸出専用モデルである。

## 車両解説
同社が製造する本モデル以前の輸出モデルでは、北米向けに設計やデザインをしており、ヨーロッパ仕様はハンドル位置・ステップ位置・カラーリングを変えているだけであった。このため日本国内と北米では大ヒットしたドリームCB750FOURもヨーロッパでの販売は伸び悩んでおり、危機的状況を打破するため2輪部門の総責任者であった久米是志が「ノルマンディ上陸作戦」と称したプロジェクトを立ち上げ、フラグシップとして開発されたのが本モデルである。

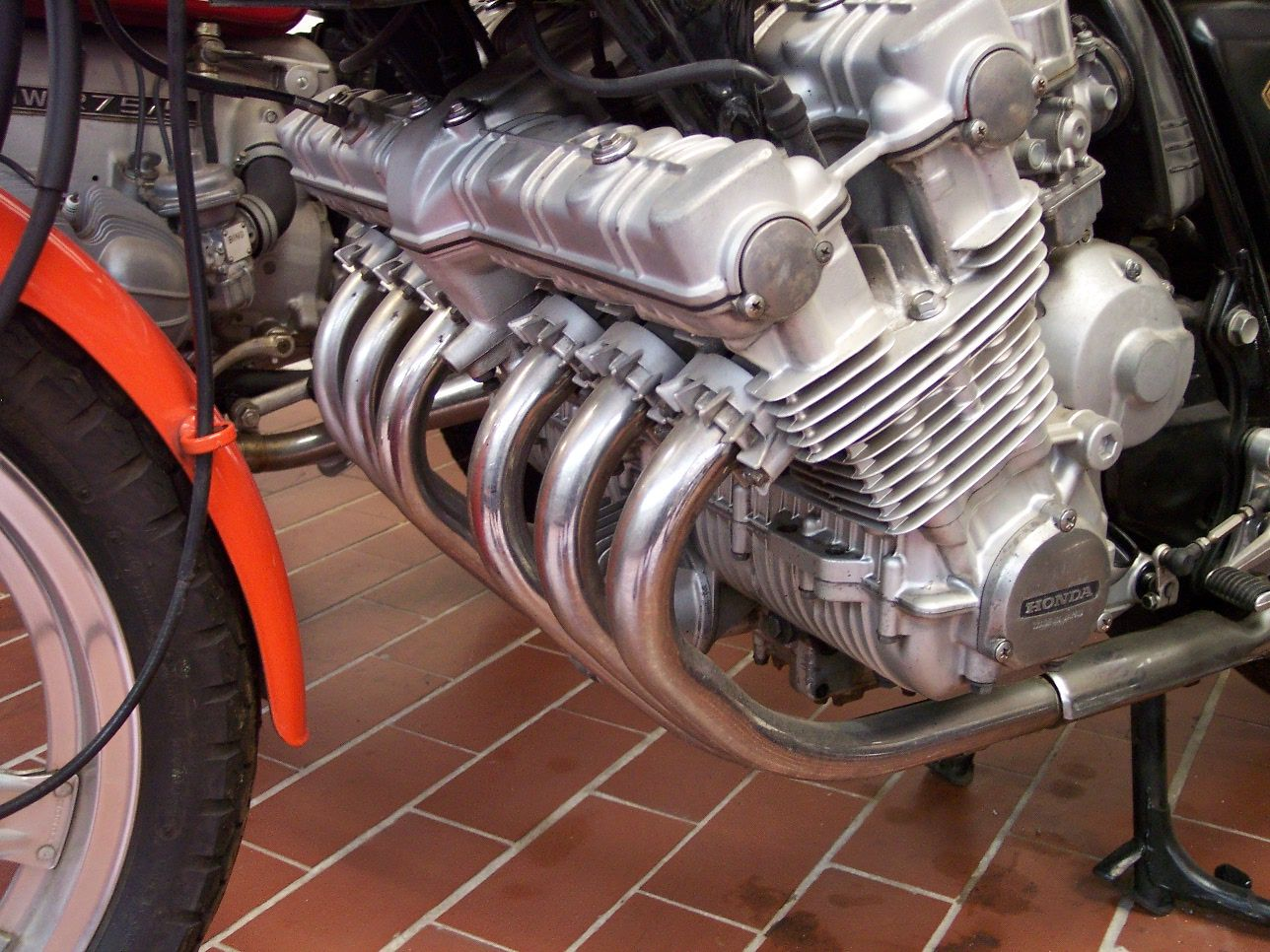
6気筒エンジン

ダイヤモンド型フレームに搭載されたCB1E型6気筒エンジンは燃料供給に28mm径CV型キャブレターを6基装着し最高出力105ps/9,000rpm・最大トルク8.6kg-m/8,000rpmのスペックを誇り、最高速度225km/h・0-400m加速11.65秒は当時の世界最速記録である。幅を詰める目的からクランクケース両端を切り落とすなどしたほか、ハンドル・ステップ・ブレーキペダルチェンジペダルには量産車では初となるジュラルミン鍛造とした。
しかしCB750F/900Fと共通のフロントサスペンションやダイヤモンドフレームの強度などの問題から、本来の開発コンセプトであるスーパースポーツとしてのポテンシャルを発揮できず、一方でCB750F/900Fの大ヒットにより本モデルは1981年モデルよりフルカウル装備の高速ツアラーへと大幅なモデルチェンジを実施した。
高回転域での排気音の迫力は凄まじく、ユーザーの間では「ジェット戦闘機」や「フォーミュラカー」に例えられる。

### 関連のある車種
- RC166 - 1966年にチャンピオンを獲得したロードレーサー。空冷直列6気筒エンジンを搭載するレプリカでもある[2]。

- RC42型CB750 - 2007年9月に発表された最終販売モデルの車体色に「デジタルシルバーメタリック」（銀・黒に赤ライン）や「キャンディーブレイジングレッド」（濃赤・黒に赤ライン）といった本モデルをイメージしたカラーリングが設定された[注 2]。

## モデル一覧
※ハイフン以降のアルファベットはモデルイヤーコードである。
CBX-Z
- 型式名CB1。1978年発売の1979年モデル。

CBX-A
- 型式名SC03。1979年発売の1980年モデル。デュアルピストンキャリパー・ブラックコムスターホイール・セミエア式フロントサスペンションを装着。オイルクーラーの大型化を実施した反面でカムシャフト・キャブの変更により最高出力がダウン。

CBX-B
- 型式名SC06。1980年発売の1981年モデル。フルカウリング装着やリヤサスペンションをプロリンクサス式に変更するなど大幅なモデルチェンジを実施。

CBX-C
- 1981年発売の1982年モデル。シート後部にグラブバーを装備。

## 画像

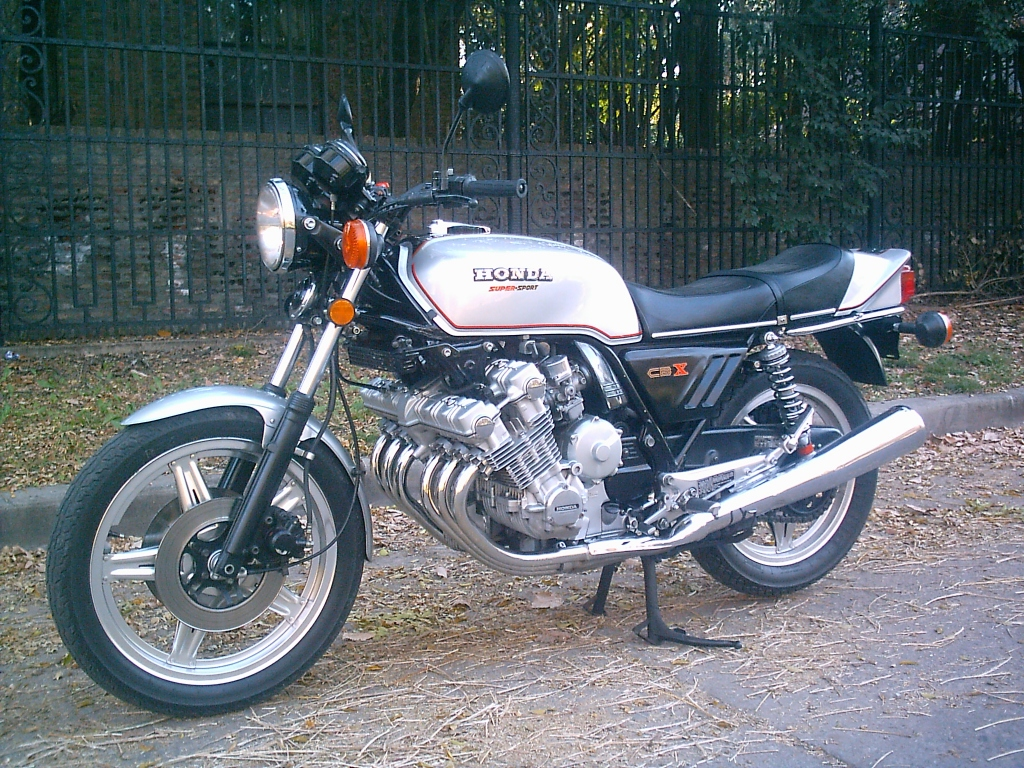
左側面
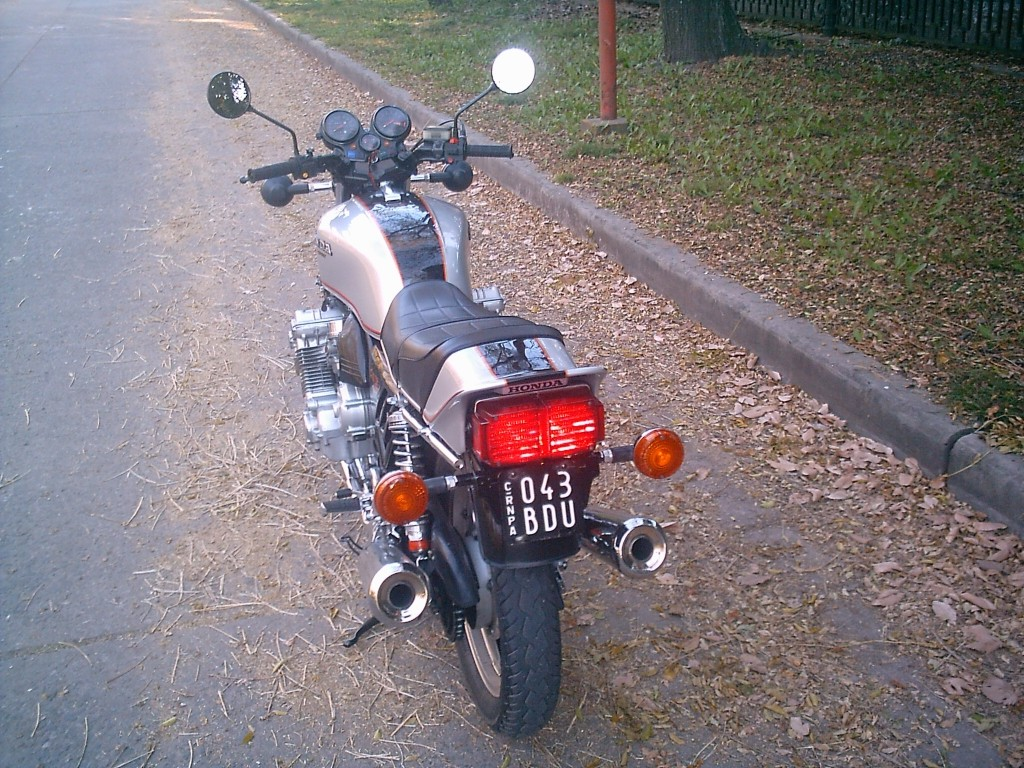
左後方
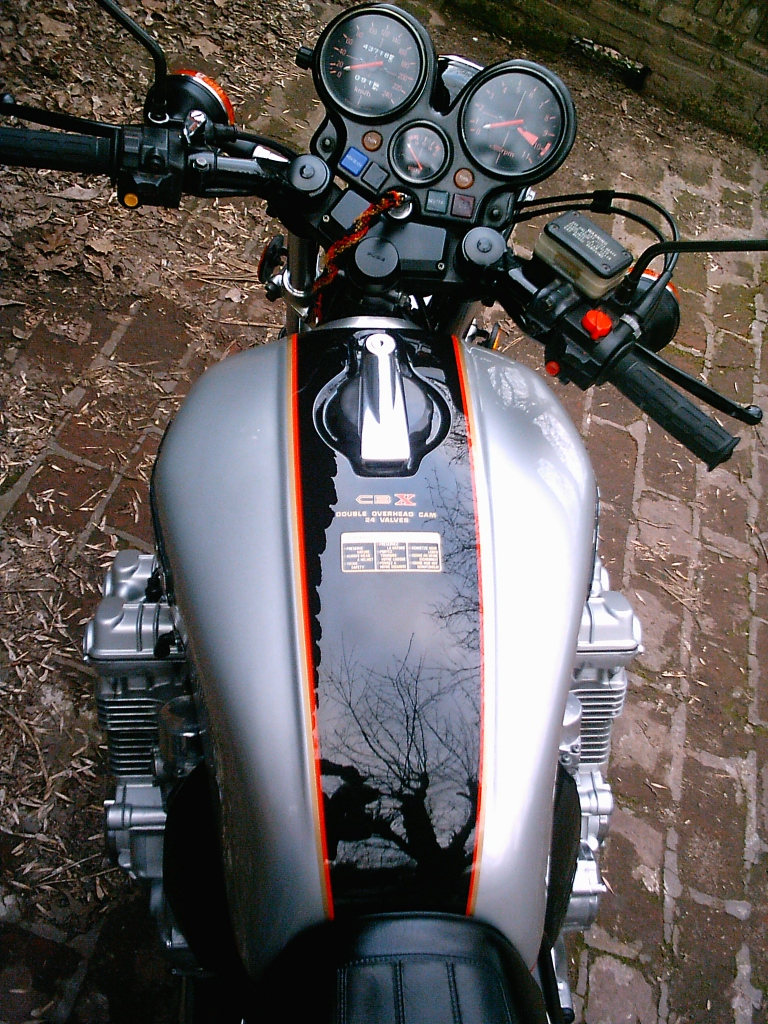
燃料タンク
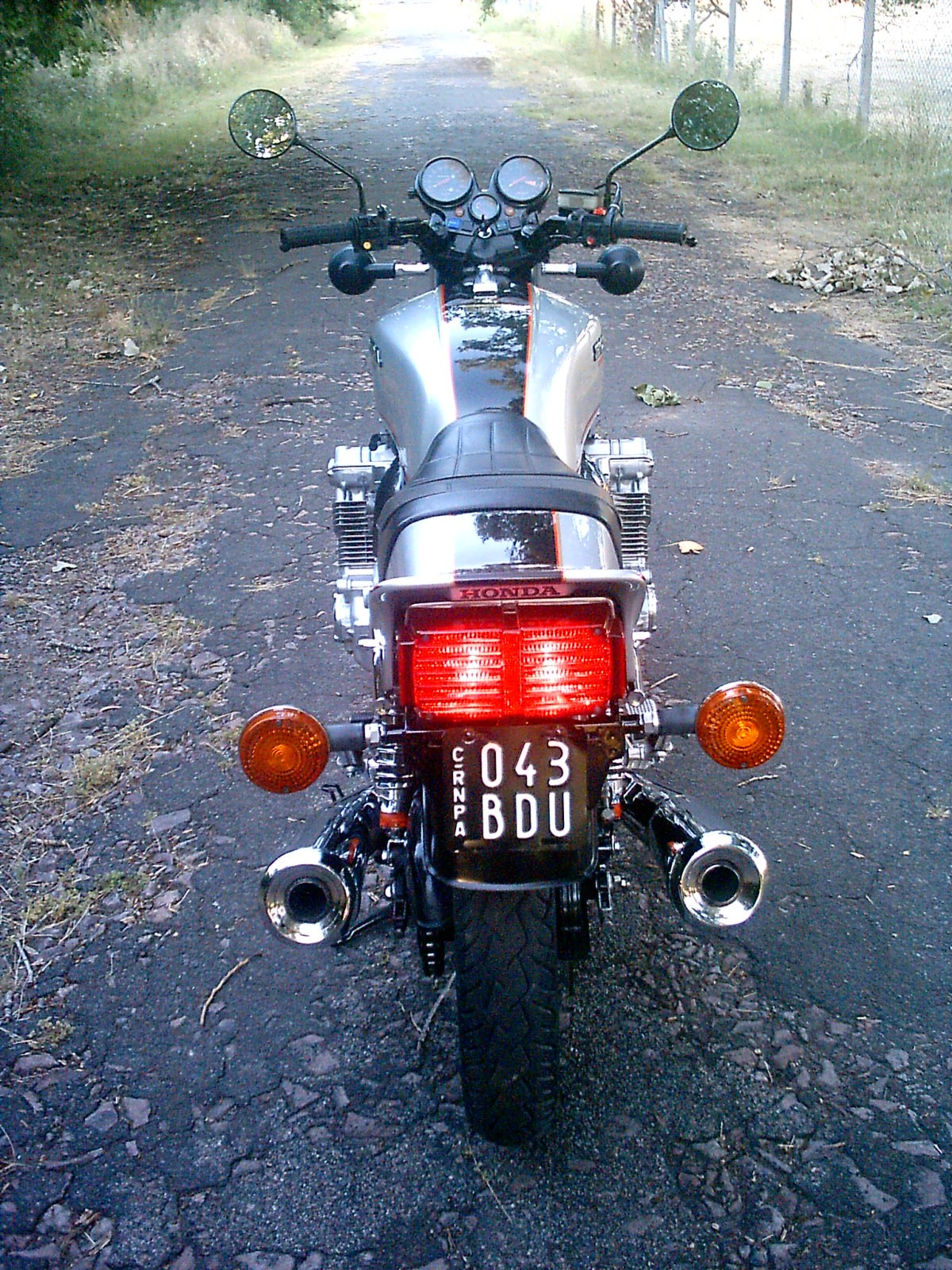
後方
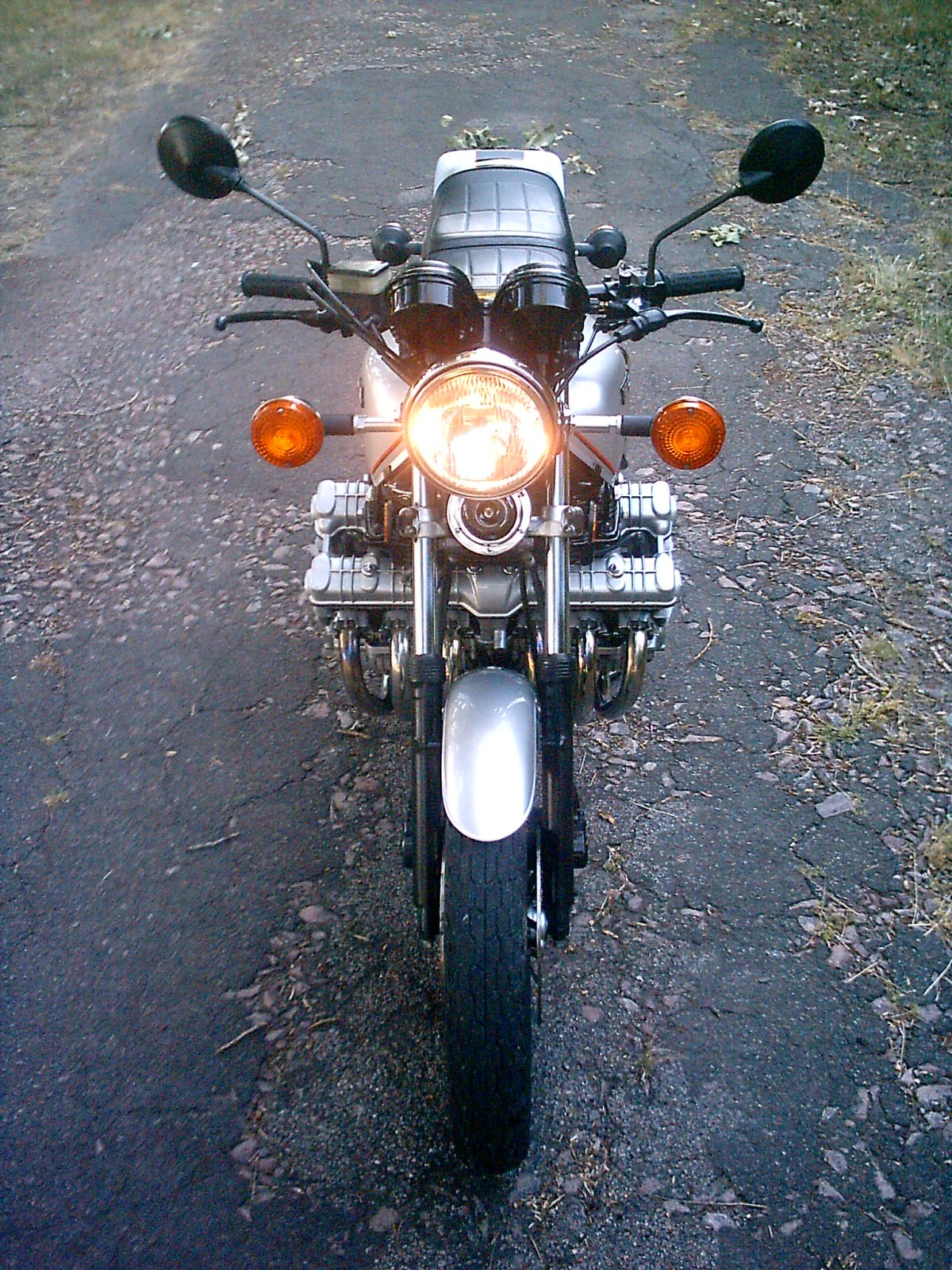
前面